# シュチェチン
シュチェチン (ポーランド語: Szczecin [ˈʂt͡ʂɛt͡ɕin] ( 音声ファイル)) は、ポーランドの都市で、西ポモージェ県の県都。ドイツ名はシュテティーン (ドイツ語: Stettin [ʃtɛˈtiːn] ( 音声ファイル))。ポーランド北西部にあり、ドイツとの国境沿いに位置する。バルト海に面し、ポーランドではグダニスクに次ぐ第2の規模の港湾都市で機械工業などが盛んである。歴史的にポメラニア、プロイセン王国、神聖ローマ帝国、ドイツ帝国の影響下にあった時代が長い。
中世は、北方十字軍、東方植民により低地ドイツ人商人やドイツ人の住民が増えていった。第二次世界大戦後のドイツ人追放により戦前のほとんどの住民は去ったか退去させられた。
1946年3月のウィンストン・チャーチル英首相による「鉄のカーテン」演説にてこの地が起点として持ち出されたことから、米ソ冷戦を象徴する街として有名となった（ただし、その後の東ドイツの発足によってカーテンの境界からは外れることとなった）。

## 歴史

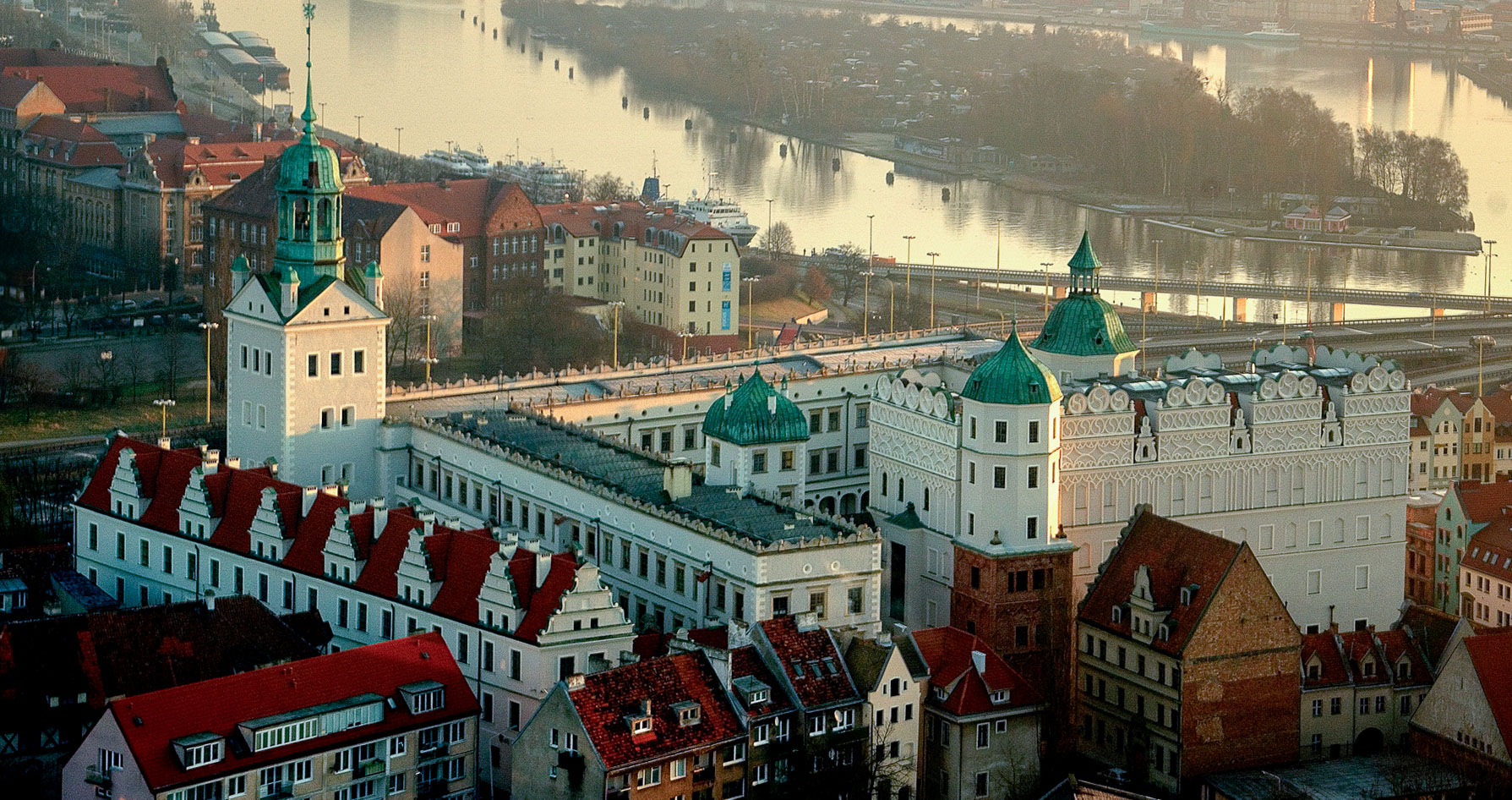
シチェチンの城

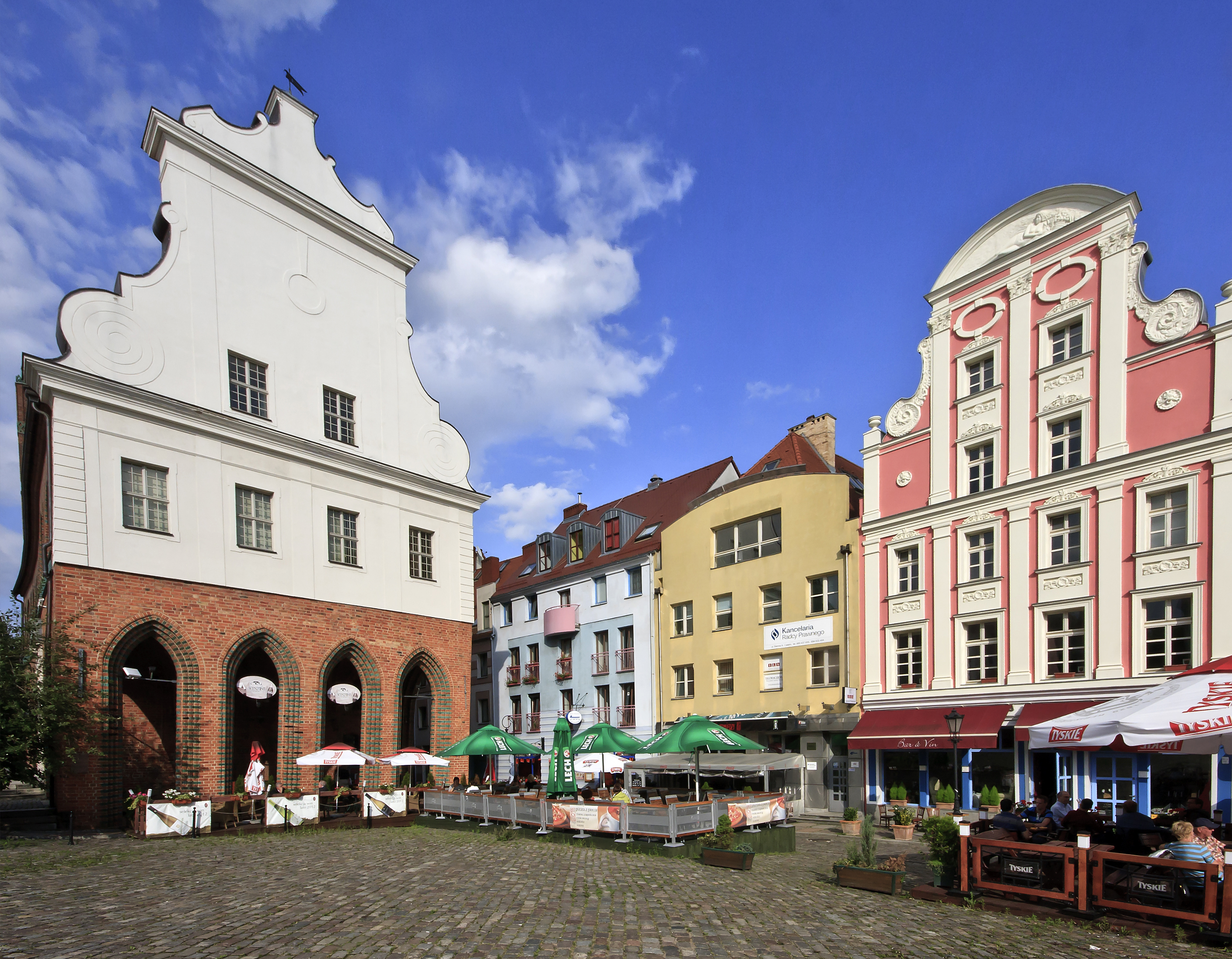
旧市街

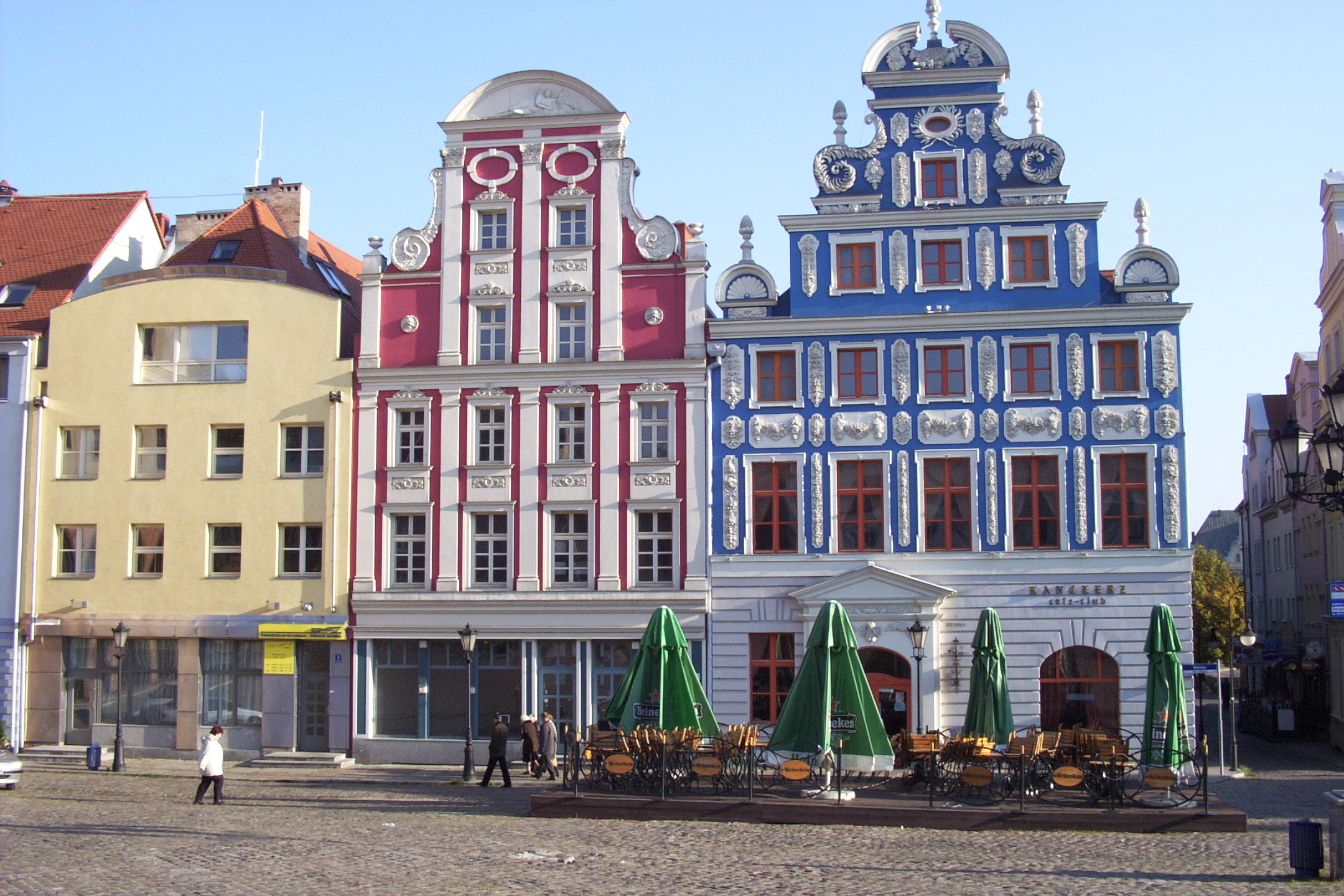
旧市街

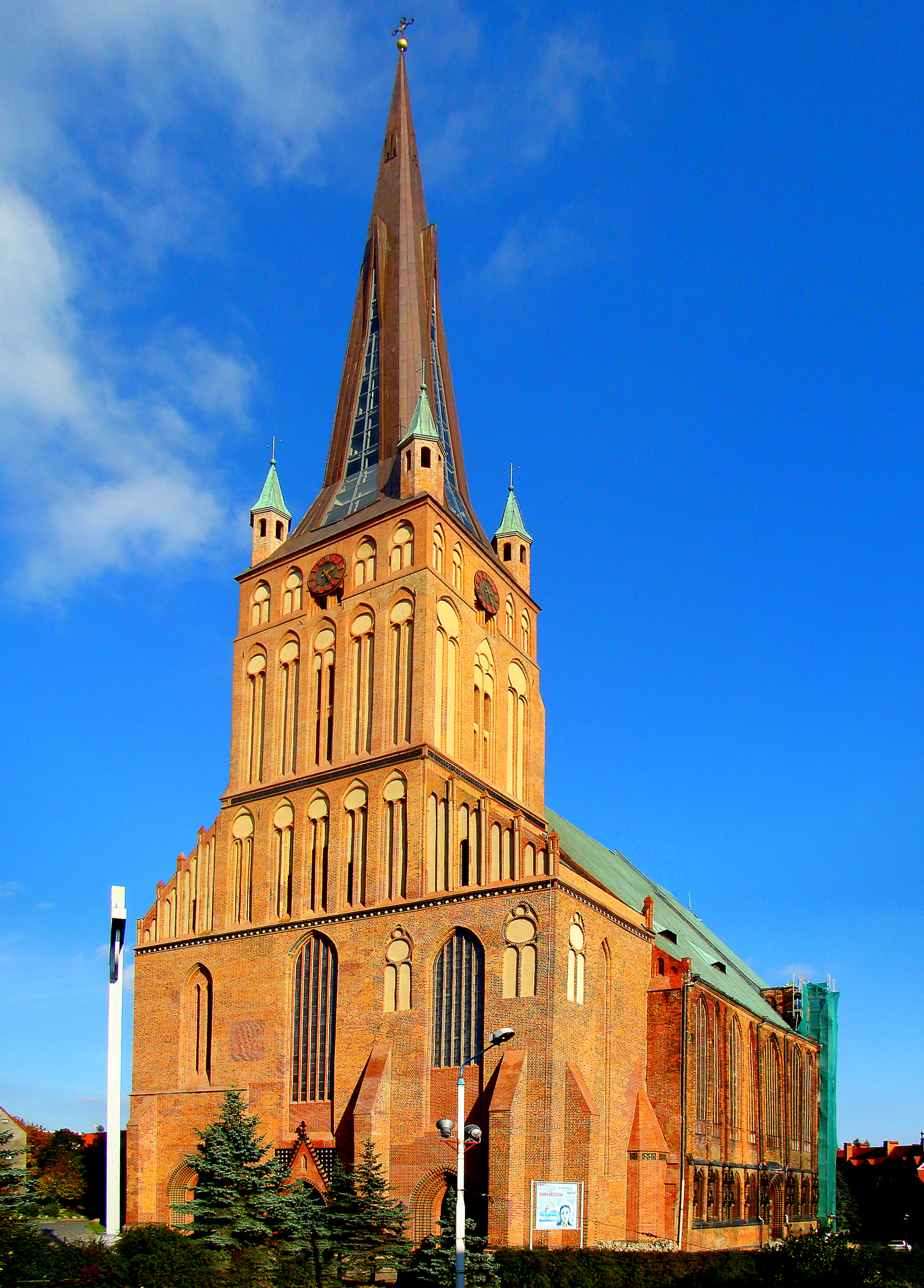
大聖堂

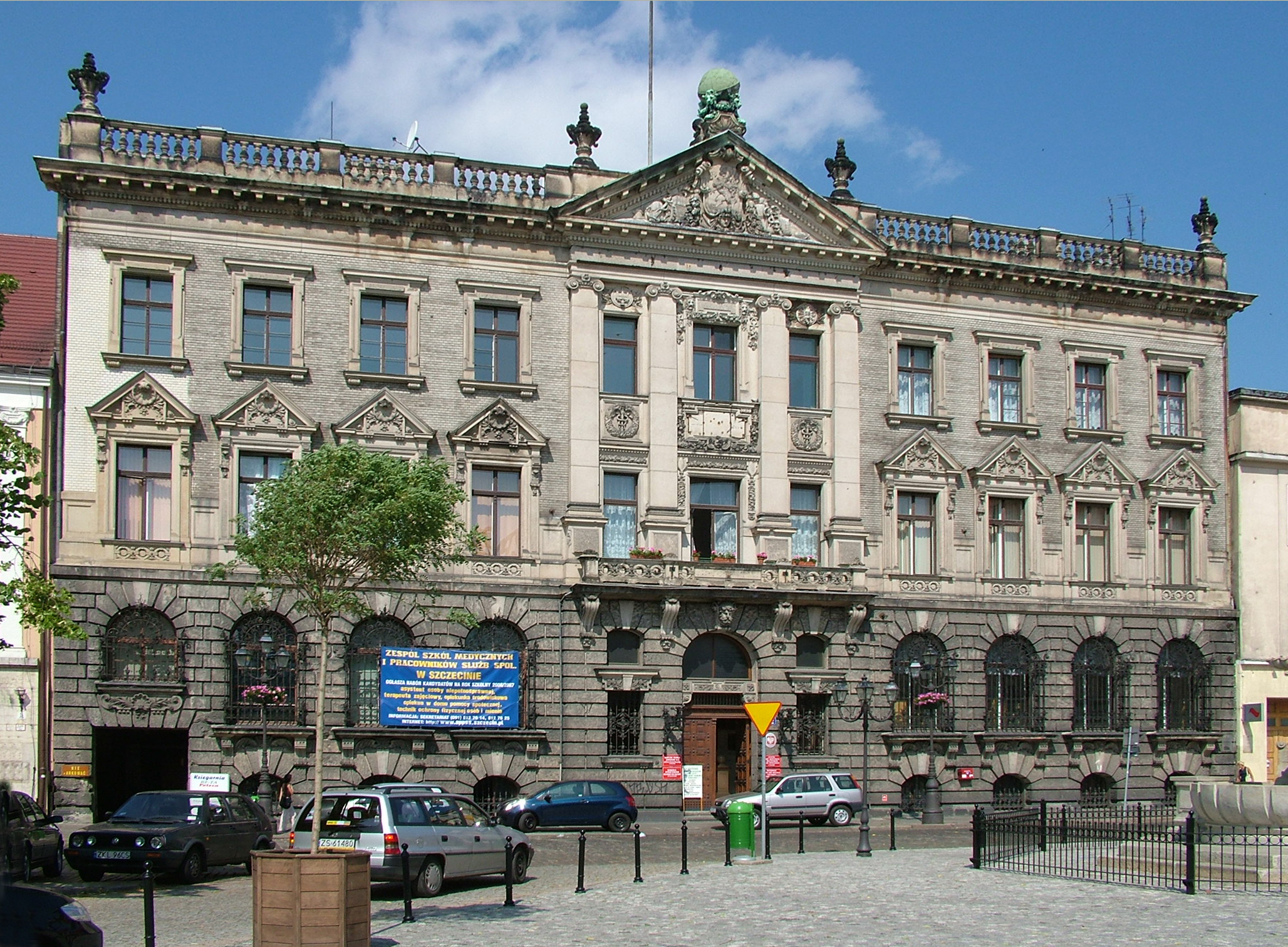
宮殿 (Pałac Pod Globusem) - 芸術アカデミー (Akademia Sztuki)

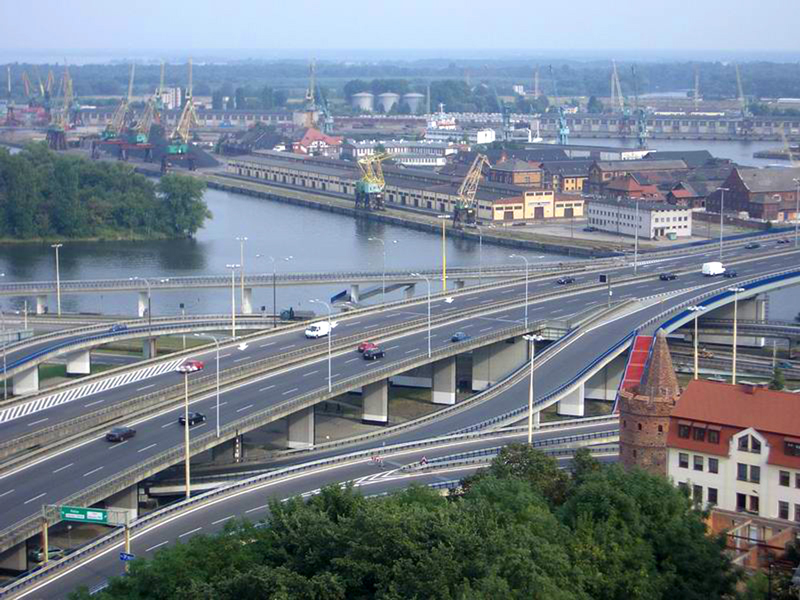
シュチェチンの港

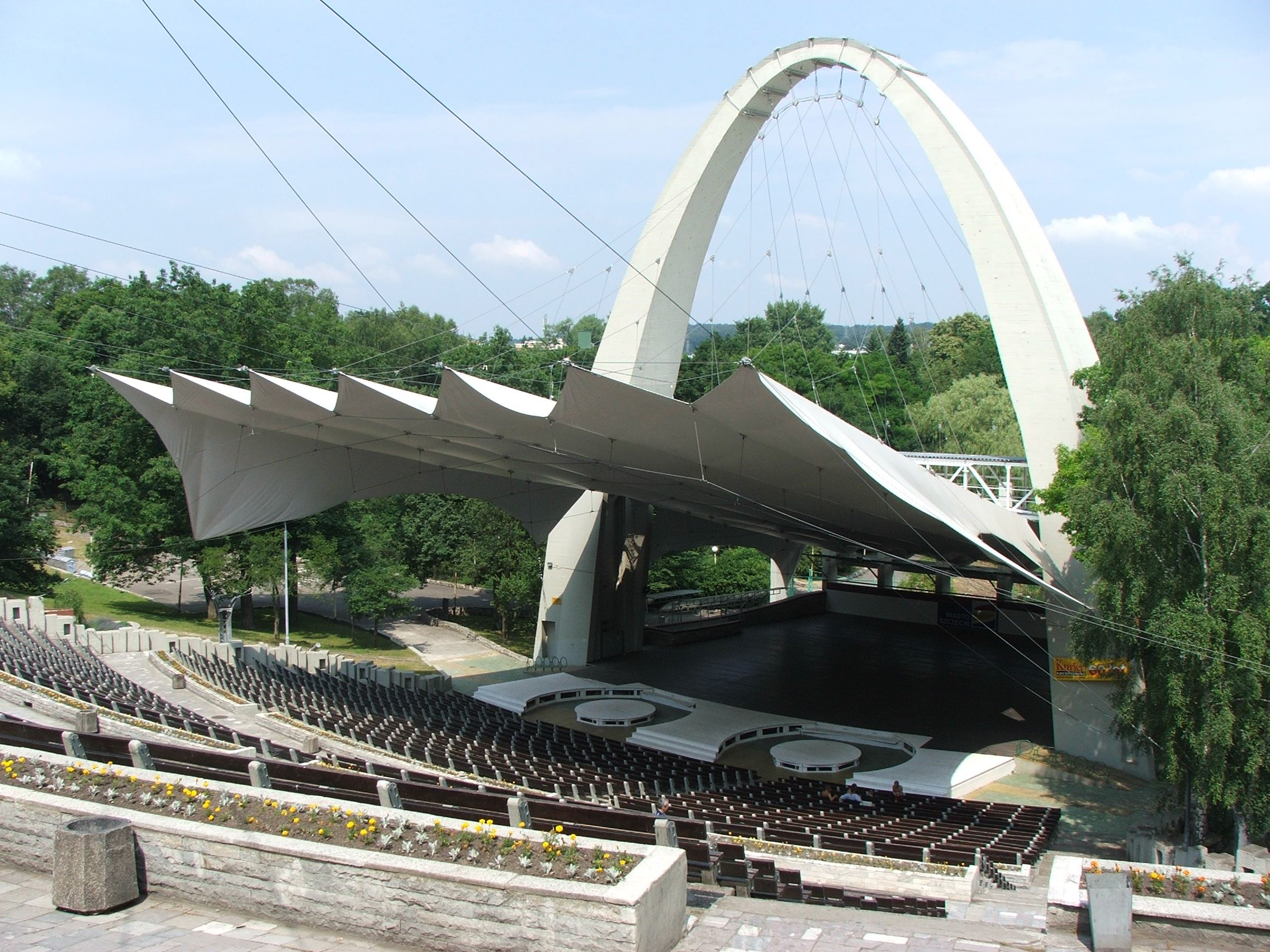
シュチェチンの夏の劇場 (Teatr Letni)

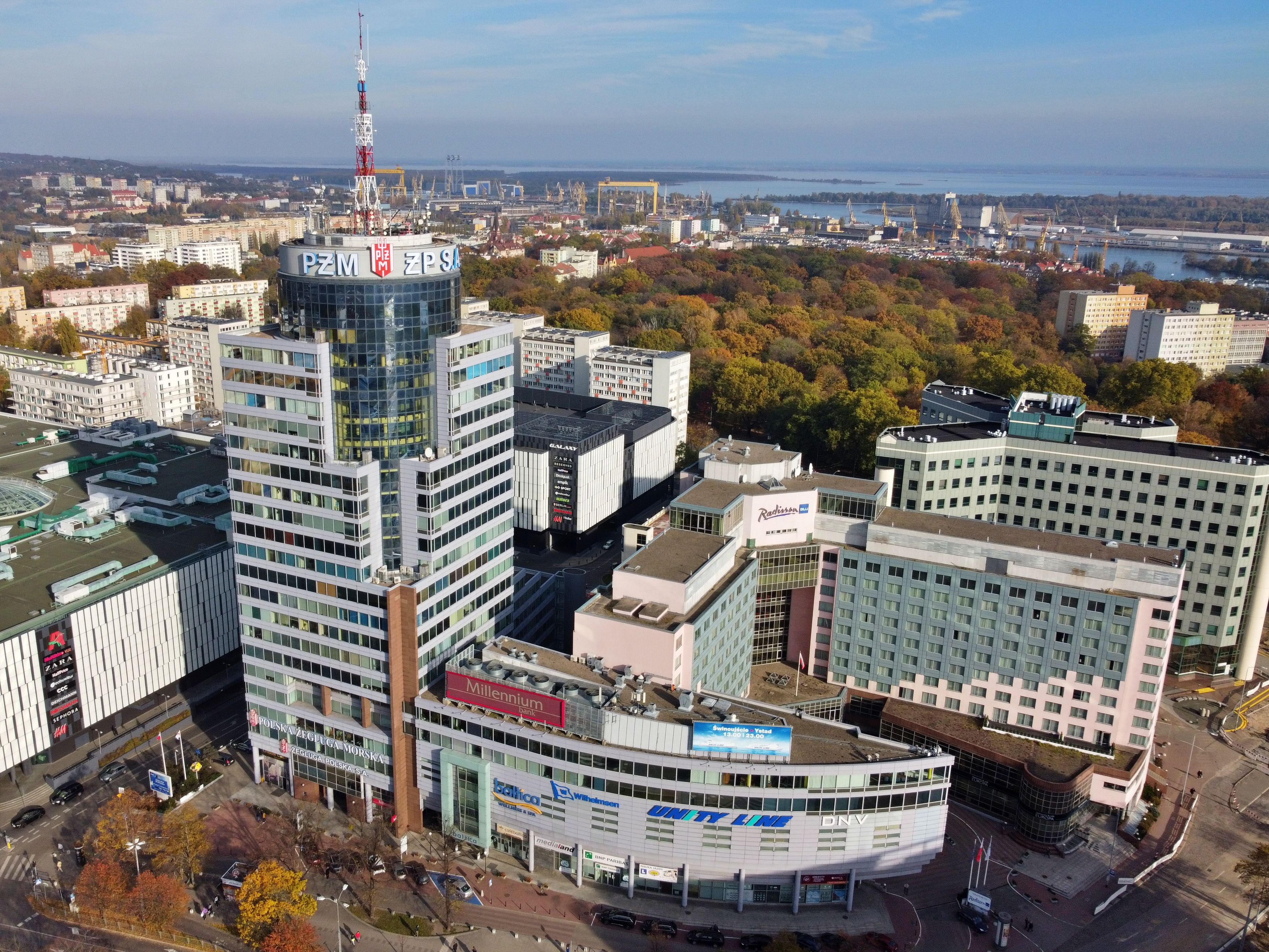
超高層ビルPAZIM (ラディソンSASホテル)

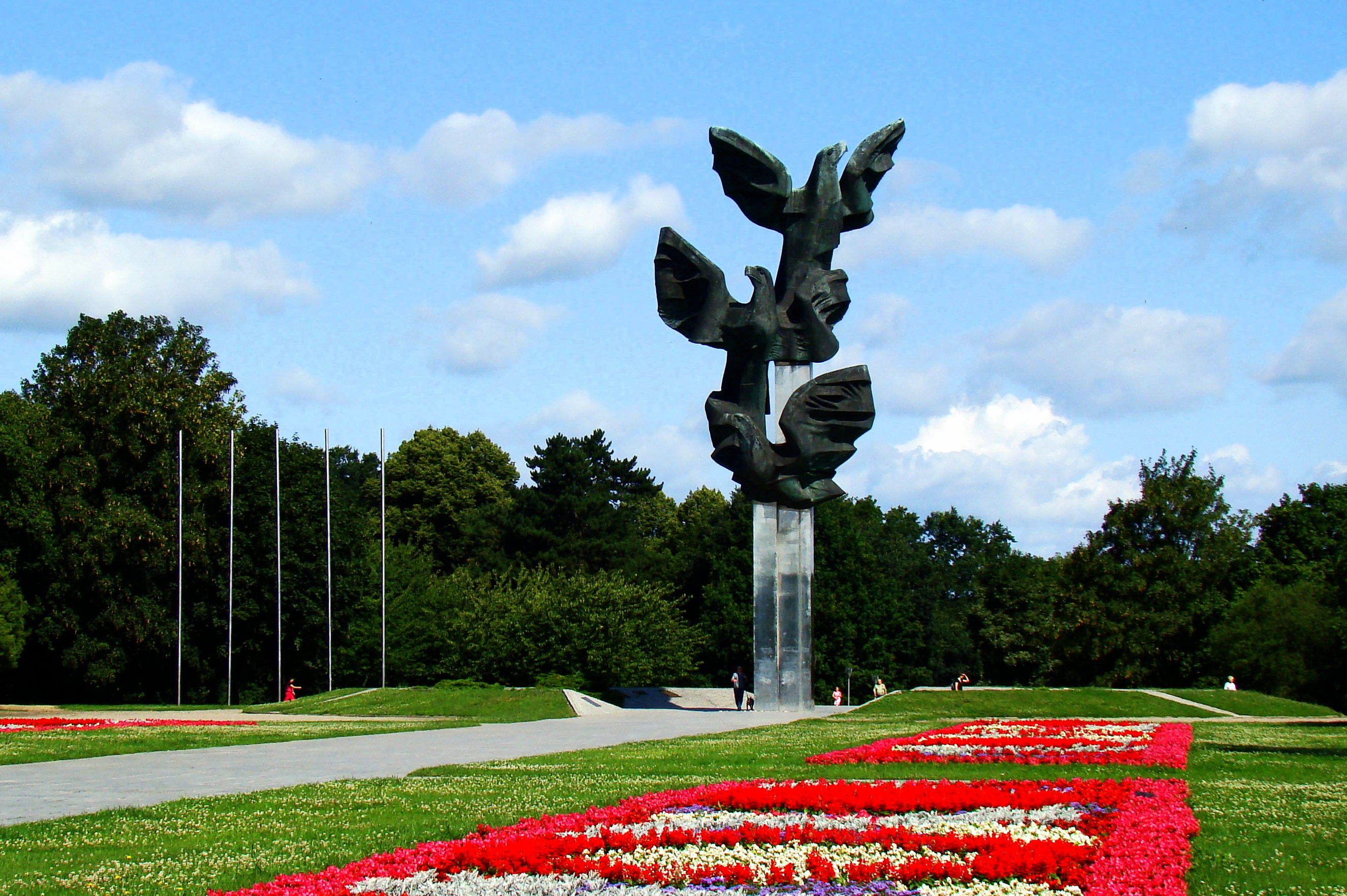
公園 (Park Kasprowicza)

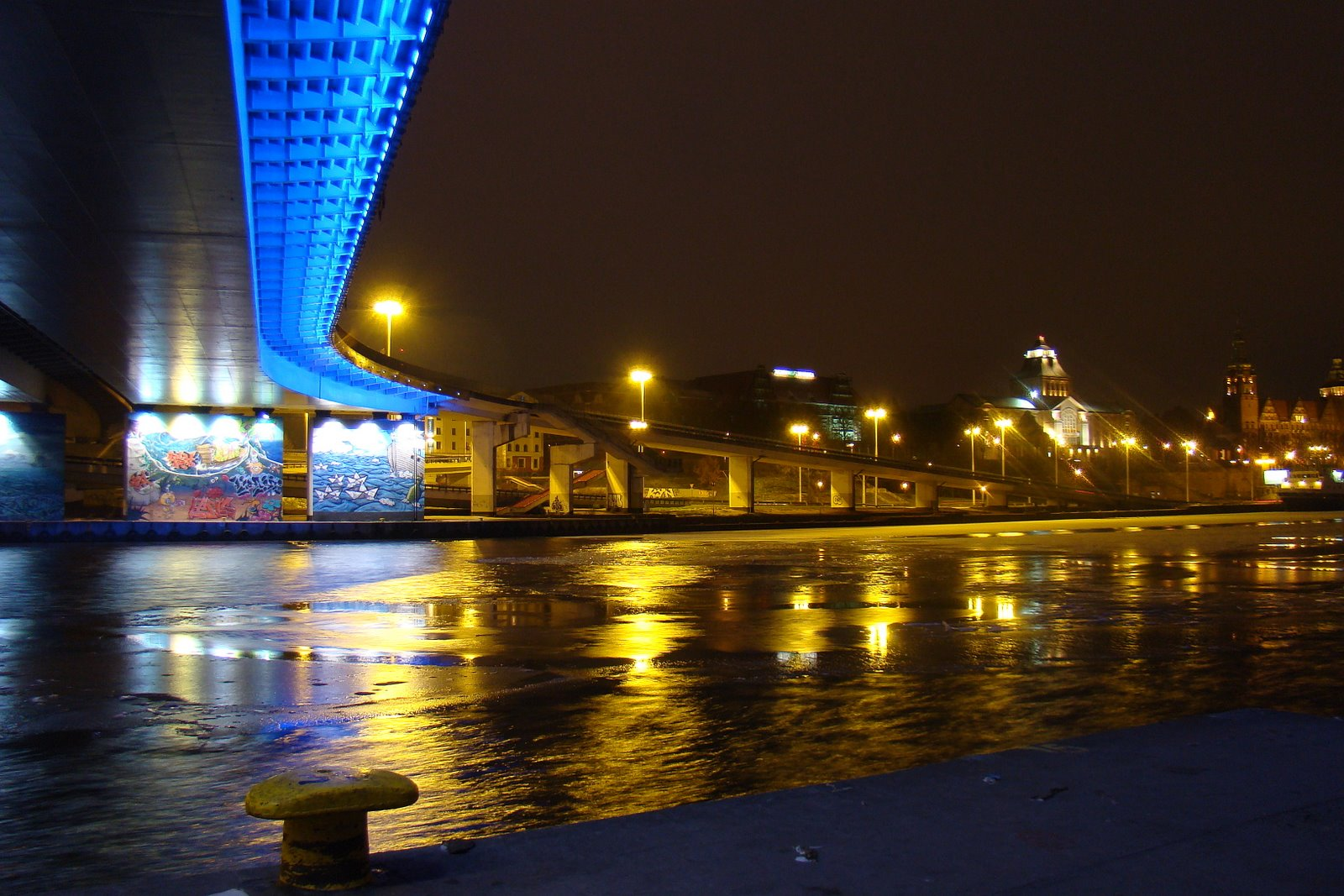
オーデル川

鉄器時代、この一帯で栄えていたラウジッツ文化において建設されたと思われる要塞があったことから、この時代あたりから定住が始まっていたと見られる。
鉄器時代、ゲルマン民族、バルト人とバルトVeneti民族が定住し、中世にはスラブ民族とヴァイキングが居住していた
ポーランド人とは異なるポメラニア語を話す西スラブ民族系のポモージェ人の要塞は8世紀にオドラ川の浅瀬近くに建設された。
1122年からドイツ人司教によってキリスト教に改宗したポーランドのボレスワフ3世により1138年まで支配された。人口は5,000-9,000人ほどであった。

1147年、ヴェンド十字軍の頃はブランデンブルク辺境伯アルブレヒト1世が支配し、商業の中心地として繁栄していた。1181年、神聖ローマ帝国の一部となる。1243年に自治権を与えられ、1630年頃まではポメラニアの首都であった。ポメラニア家が断絶したのち、シュチェチンは1720年までスウェーデンの支配下に置かれ、その後ドイツ帝国のプロイセン王国に組みこまれ、1871年からはドイツ帝国領となった。ドイツ時代にはストゥヴァー社が自動車を生産していた。
第二次世界大戦後はポーランド領となり、ドイツ系の住民のドイツ人追放が執行された。旧シュチェチン県の県都となり、主要な産業拠点とするべく工業化がすすめられた。シュチェチン市街は第二次世界大戦におけるドイツ軍（ドイツ国防軍）とソ連軍（赤軍）の戦闘でその65%が破壊されていた。特に歴史地区を含む市街中心部と港湾は100%破壊されていたが、戦後、残された資料をもとにポーランド市民の手によって復元された。
1970年12月にはグダニスク市内で発生した暴動がシチェチンにも波及。同年12月17日、ユゼフ・ツィランキェヴィチ首相は事実上の戒厳令とデモに対して発砲許可を出したことを表明。政府は暴動を「ならず者のしわざ」と位置付けて弾圧した。この暴動は「1970年12月」と呼ばれ、40人以上の市民が死亡し、1000人以上の負傷者を出した。
ソ連崩壊後、カリーニングラードをポーランド領とする代わりに、シュチェチンをドイツ領に復帰させるというロシアの案があったものの頓挫した。
1999年からはコシャリンに代わり、西ポモージェ県の県都となっている。

## 地理
ポーランドの北西端、ドイツとの国境沿いにある。オドラ川の両岸に市街が広がっており、それぞれ左岸地区、右岸地区として栄えている。市の北にはシュチェチン湾があり、オドラ川はここを経てバルト海に注ぐ。市の東端にはドンビェ湖がある。
オドラ川付近は鳥獣保護区域に指定されている。

### 気候
| シュチェチン (1991–2020)の気候      | シュチェチン (1991–2020)の気候 | シュチェチン (1991–2020)の気候 | シュチェチン (1991–2020)の気候 | シュチェチン (1991–2020)の気候 | シュチェチン (1991–2020)の気候 | シュチェチン (1991–2020)の気候 | シュチェチン (1991–2020)の気候 | シュチェチン (1991–2020)の気候 | シュチェチン (1991–2020)の気候 | シュチェチン (1991–2020)の気候 | シュチェチン (1991–2020)の気候 | シュチェチン (1991–2020)の気候 | シュチェチン (1991–2020)の気候 |
| 月                                  | 1月                            | 2月                            | 3月                            | 4月                            | 5月                            | 6月                            | 7月                            | 8月                            | 9月                            | 10月                           | 11月                           | 12月                           | 年                             |
| ----------------------------------- | ------------------------------ | ------------------------------ | ------------------------------ | ------------------------------ | ------------------------------ | ------------------------------ | ------------------------------ | ------------------------------ | ------------------------------ | ------------------------------ | ------------------------------ | ------------------------------ | ------------------------------ |
| 最高気温記録 °C （°F）              | 14.8 (58.6)                    | 17.9 (64.2)                    | 23.9 (75)                      | 30.6 (87.1)                    | 32.0 (89.6)                    | 35.6 (96.1)                    | 37.3 (99.1)                    | 37.8 (100)                     | 30.8 (87.4)                    | 26.7 (80.1)                    | 19.4 (66.9)                    | 14.9 (58.8)                    | 37.8 (100)                     |
| 平均最高気温 °C （°F）              | 3.0 (37.4)                     | 4.5 (40.1)                     | 8.4 (47.1)                     | 14.7 (58.5)                    | 19.1 (66.4)                    | 22.1 (71.8)                    | 24.3 (75.7)                    | 24.0 (75.2)                    | 19.2 (66.6)                    | 13.5 (56.3)                    | 7.5 (45.5)                     | 4.0 (39.2)                     | 13.69 (56.65)                  |
| 日平均気温 °C （°F）                | 0.6 (33.1)                     | 1.5 (34.7)                     | 4.2 (39.6)                     | 9.2 (48.6)                     | 13.6 (56.5)                    | 16.8 (62.2)                    | 18.9 (66)                      | 18.5 (65.3)                    | 14.3 (57.7)                    | 9.5 (49.1)                     | 4.9 (40.8)                     | 1.9 (35.4)                     | 9.49 (49.08)                   |
| 平均最低気温 °C （°F）              | −1.8 (28.8)                    | −1.3 (29.7)                    | 0.4 (32.7)                     | 4.0 (39.2)                     | 8.1 (46.6)                     | 11.5 (52.7)                    | 13.8 (56.8)                    | 13.5 (56.3)                    | 9.9 (49.8)                     | 6.0 (42.8)                     | 2.4 (36.3)                     | −0.5 (31.1)                    | 5.5 (41.9)                     |
| 最低気温記録 °C （°F）              | −30.0 (−22)                    | −28.7 (−19.7)                  | −23.1 (−9.6)                   | −7.7 (18.1)                    | −4.4 (24.1)                    | 0.3 (32.5)                     | 4.4 (39.9)                     | 1.2 (34.2)                     | −2.6 (27.3)                    | −6.9 (19.6)                    | −11.4 (11.5)                   | −22.3 (−8.1)                   | −30.0 (−22)                    |
| 降水量 mm （inch）                  | 40.0 (1.575)                   | 32.8 (1.291)                   | 38.4 (1.512)                   | 31.2 (1.228)                   | 55.8 (2.197)                   | 59.1 (2.327)                   | 76.2 (3)                       | 60.3 (2.374)                   | 47.7 (1.878)                   | 43.5 (1.713)                   | 39.0 (1.535)                   | 43.0 (1.693)                   | 567 (22.323)                   |
| 降雪量 cm （inch）                  | 44.9 (17.68)                   | 52.0 (20.47)                   | 21.5 (8.46)                    | 1.1 (0.43)                     | 0 (0)                          | 0 (0)                          | 0 (0)                          | 0 (0)                          | 0 (0)                          | 0 (0)                          | 3.8 (1.5)                      | 32.4 (12.76)                   | 155.7 (61.3)                   |
| 平均降雨日数                        | 9.6                            | 8.1                            | 8.9                            | 6.9                            | 8.7                            | 9.0                            | 9.5                            | 8.8                            | 7.8                            | 8.3                            | 8.5                            | 9.6                            | 103.7                          |
| 平均降雪日数                        | 7.6                            | 6.9                            | 2.8                            | 0.4                            | 0                              | 0                              | 0                              | 0                              | 0                              | 0                              | 1.3                            | 4.7                            | 23.7                           |
| % 湿度                              | 87.1                           | 83.3                           | 78.2                           | 70.8                           | 71.5                           | 72.9                           | 74.4                           | 75.9                           | 81.2                           | 85.5                           | 89.1                           | 89.0                           | 79.91                          |
| 平均月間日照時間                    | 42.7                           | 66.1                           | 121.2                          | 199.3                          | 244.5                          | 242.2                          | 246.3                          | 230.3                          | 160.0                          | 107.5                          | 48.1                           | 32.1                           | 1,740.3                        |
| 出典：Promedios y totales mensuales |                                |                                |                                |                                |                                |                                |                                |                                |                                |                                |                                |                                |                                |

## 経済
シュチェチンには3つの造船会社（レモント・グリフ造船社、ポメラニア造船社、シュチェチン造船社）がある。そのうちシュチェチン造船社はポーランド最大の造船会社。シュチェチンは水産業が盛んで、また製鉄会社もある。街には国際空港のシュチェチン・ゴレニュフ空港と国際貿易港のシュチェチン港がある。シュチェチン港はポーランドで3番目に大きな港である。また、食品加工会社のドロビメックス社、船会社のポーランド汽船社、建設資材メーカーのコムフォット社、ビールメーカーのボスマン社、医薬品製造のツェファルム社などといった大企業がシュチェチンを拠点としており、またIT系の新興企業群もみられる。
2010年現在、シュチェチン市内にはハイパーマーケットのカルフール、オウシャン、レアルそれにメディア・マルクトやなどといった大型家電小売店がビジネスを展開している。シュチェチンはドイツから近く、近隣地域のドイツ人が生鮮食品などを求める姿が見られる。身近な大都市がシュチェチンなのであり、ヨーロッパの他の地域へ行くのにもシュチェチンの空港や港が利用されている。ポーランド通貨はズウォティであるが、多くの小売店ではユーロで支払うことも出来る。シュチェチン中心部の再開発が進み、コロナ後の影響もあり不動産価格は高騰傾向にある。

## 交通機関

### 空路
国内線、国際空港がある。

### 陸路

#### 鉄道
特急が直通運転している。

#### 自動車
アウトストラーダ（ポーランドの高速道路の呼称）がある。

### 海路
カーフェリーが運航している。

## 出身者
- ヘルマン・グラスマン - 言語学者
- オスカー・ハマースタイン1世 - オスカー・ハマースタイン2世の祖父
- エレン・シュヴィールス - 女優
- マルギット・ニュンケ - 女優、歌手
- カール・レーヴェ - 作曲家。移住した
- エカテリーナ2世 - 1729年にこの地の領主の娘ゾフィー・アウグスタ・フレデリーケとして生まれ、1744年にロシアへ行くまでの15年間を過ごした。
- シモン・シェブチック - プロバスケットボール選手。ポーランド代表。

## ギャラリー

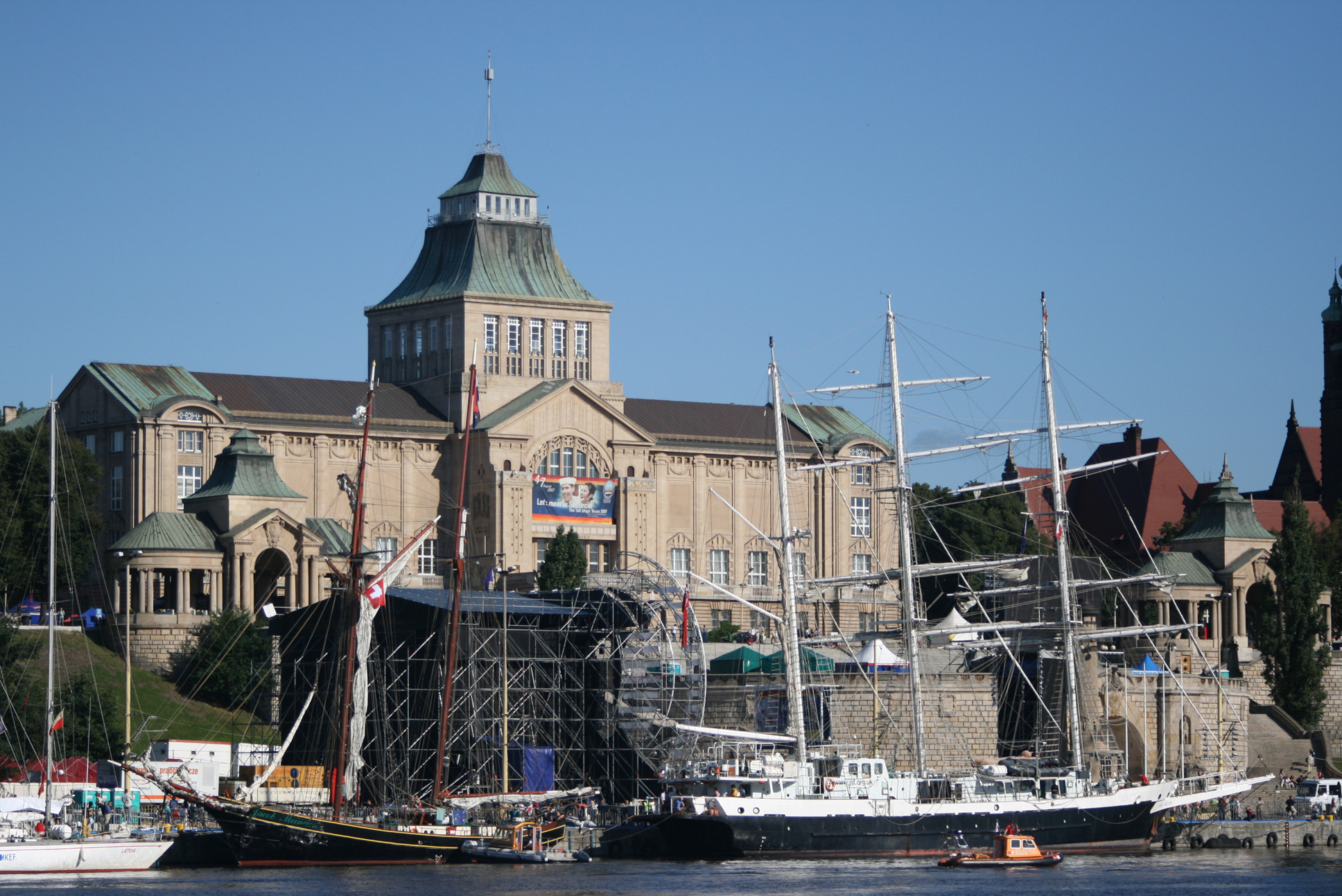
オーデル川
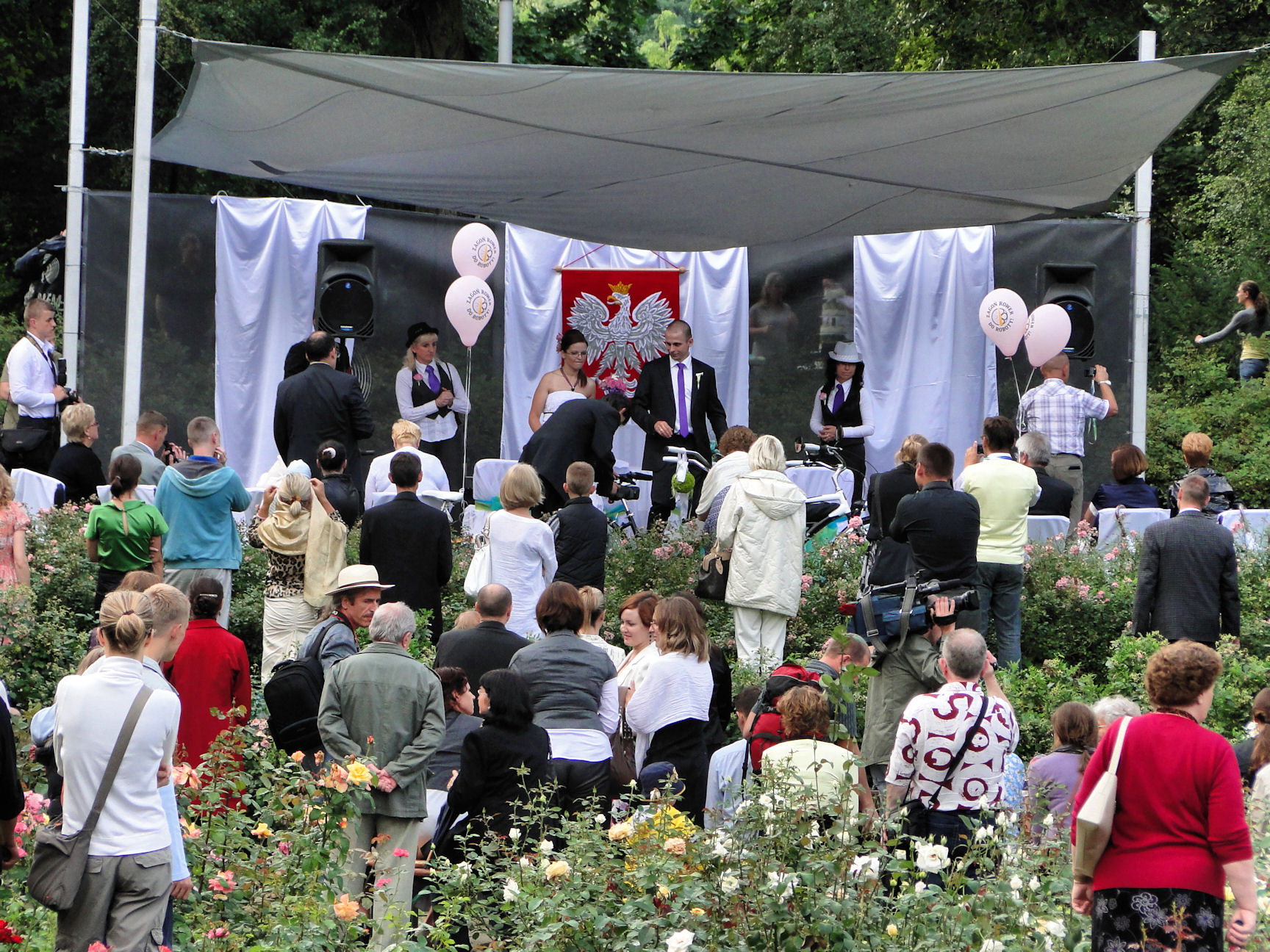
庭
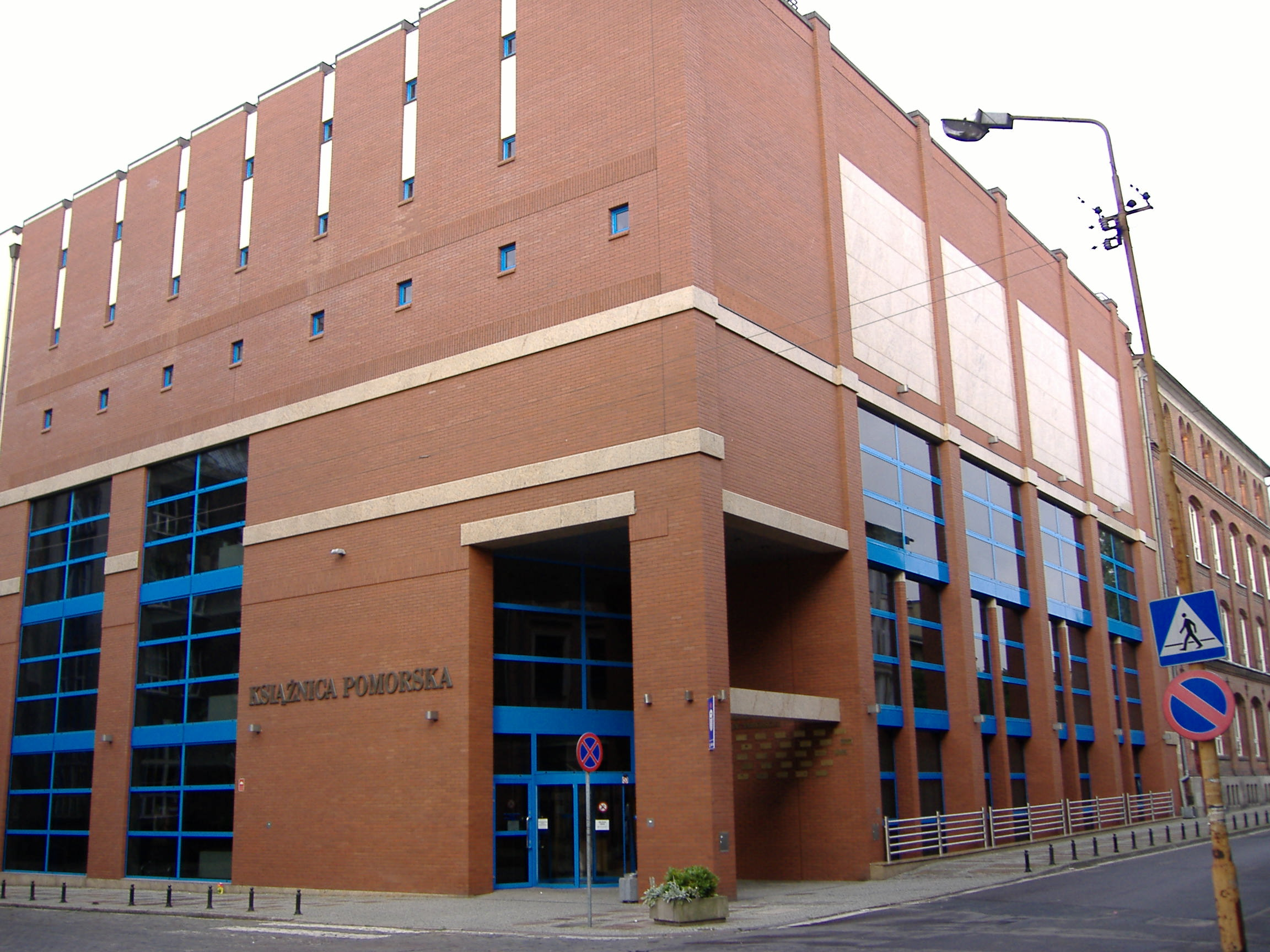
図書館 (Książnica Pomorska)
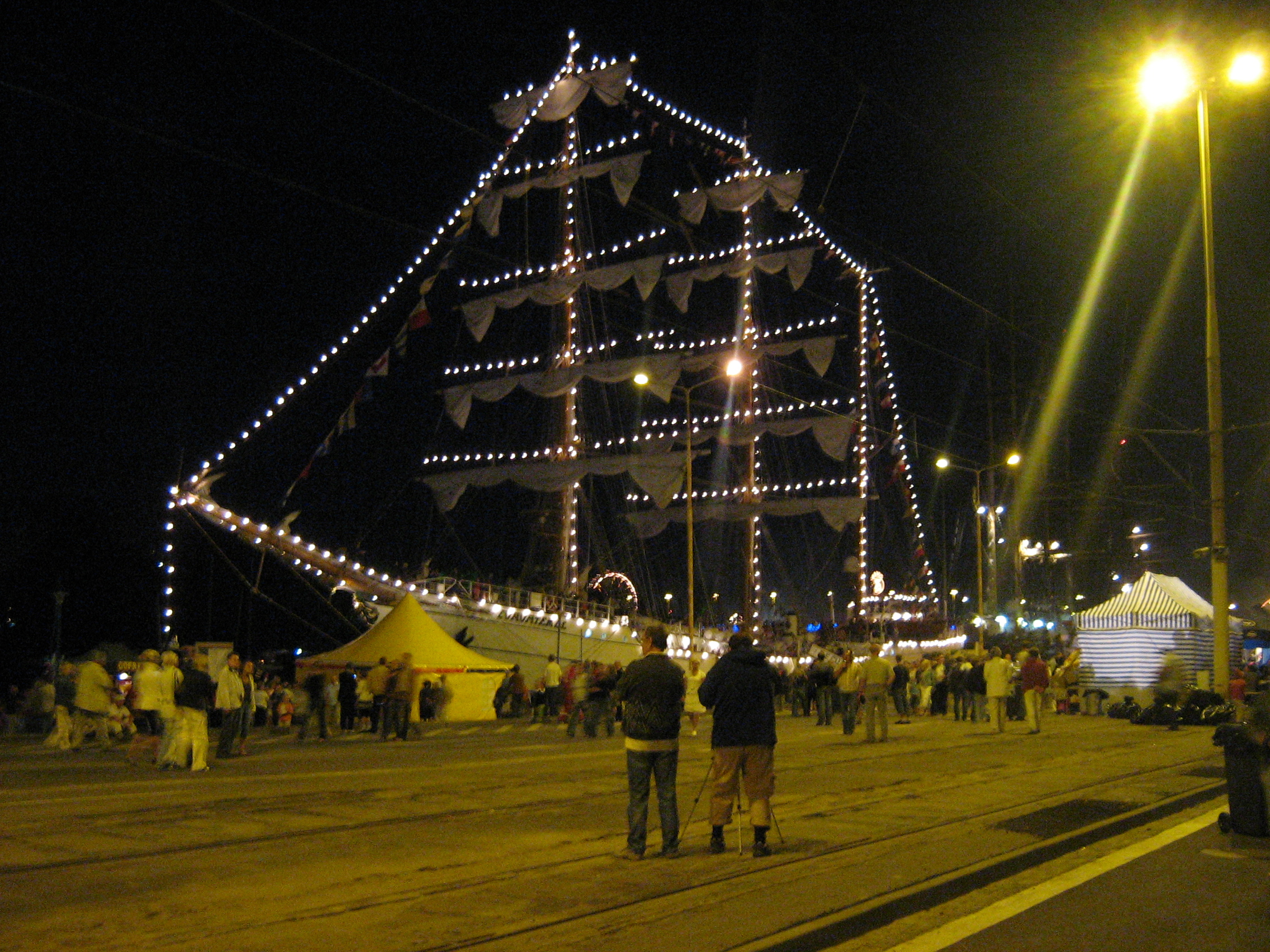
The Tall Ships' Races, 2007
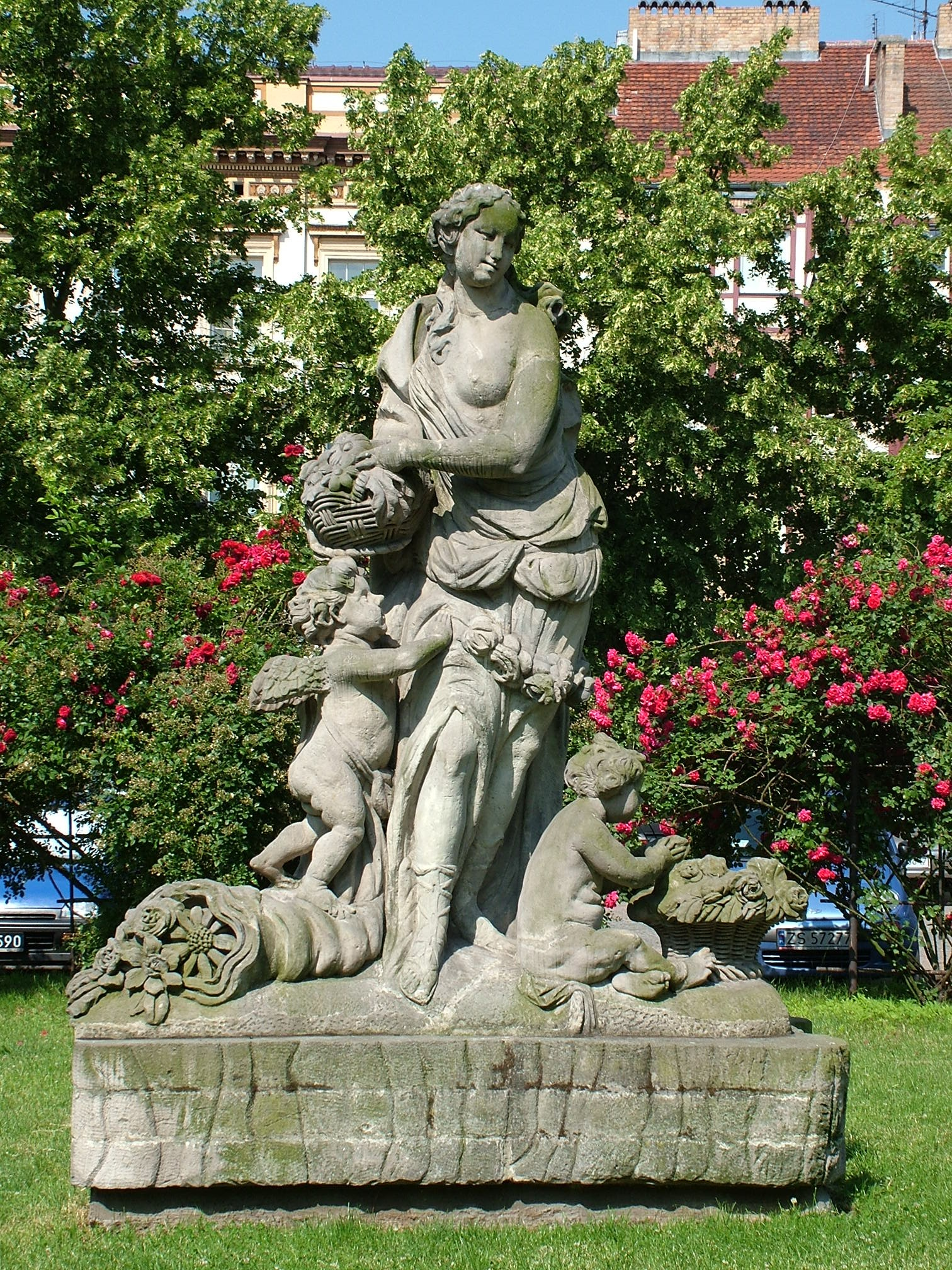
フロラ, 1730

## 姉妹都市
- エスビャウ、デンマーク
- ブレーマーハーフェン、ドイツ
- グライフスヴァルト、ドイツ
- ロストック、ドイツ
- フリードリヒスハイン＝クロイツベルク区、ベルリン、ドイツ
- 大連市、中国
- キングストン・アポン・ハル、イングランド
- クライペダ、リトアニア
- リューベック、ドイツ
- マルメ、スウェーデン
- ムルマンスク、ロシア
- セントルイス、アメリカ合衆国